# Джеймс Ведделл
Джеймс Ведделл (англ. James Weddell; 24 серпня 1787, Остенде — 9 вересня 1834, Лондон) — шотландський мореплавець і мисливець за тюленями. У лютому 1823 року він проплив на широту 74° 15' пд.ш. (Антарктичне коло) і далі до регіону Південного океану, згодом це море назвали морем Ведделла.

## Юність
Народився на бельгійському узбережжі Остенде, син шотландського морського капітана. Батько Ведделла помер рано, і вже у віці дев'яти років Джеймс, як і його старший брат, пішов служити юнгою у Королівський флот. Першим судном, на якому він служив, був HMS Swan[а]. Однак, через шість місяців він звільнився і аж до 1810 року працював в торговельному флоті на вуглярі (вантажному судні особливої конструкції, на яких переважно перевозили вугілля). У 1810 році Веделл повернувся у Королівський флот, і вже через два роки служби став кермовим на HMS Hope. По завершенні Наполеонівських війн, він був звільнений з флоту. У 1816 році повернувся у торговий флот, працював на компанію кораблебудівників Strachan & Gavin з міста Літ.

## Плавання в Антарктику

### 1820—1821
Перша подорож Джеймса Веделла відбулася в 1820 році в якості кермового на 160-тонному бригу Jane. Під час цієї подорожі Ведделл шукав острови Аврори (острови-примари в Південній Атлантиці на схід від Фолклендських островів) в надії знайти нові промислові угіддя тюленів, займався складанням лоції Фолклендських островів, відвідав відкриті Вільямом Смітом у 1819 році Південні Шетландські острови, де в 1821 році провів вдалий промисловий сезон, і в квітні, з вантажем шкур тюленів, повернувся в Лондон.

### 1821—1822
Перша подорож Ведделла в Антарктику виявилася прибутковою, і на виручені гроші роботодавці Ведделла придбали невеликий 65-тонний китобоєць Beaufoy. У вересні 1821 року бриг Jane під командуванням Ведделла і китобоєць Beaufoy під командуванням шотландця Майкла Маклеода покинули Англію, і в кінці жовтня досягли Південних Шетландських островів. Кількість тюленів на островах до цього часу значно скоротилося, і Beaufoy був відправлений на пошуки нових мисливських угідь. 11 грудня, в 240 милях на схід від острова Елефант, Маклеод досягнув Південних Оркнейських островів. Сам Ведделл відвідав острови в лютому 1822 року і провів їх картографування. У березні Jane і Beaufoy зустрілися в Південній Георгії і в липні повернулися в Англію.

### 1822—1824
Основною метою Ведделла в третьому за рахунком плаванні в Антарктику як і раніше залишалися пошуки нових мисливських угідь, але на цей раз дані йому інструкції підказували в разі відсутності можливостей для промислу провести пошуки нових земель за межами відомих морських маршрутів.

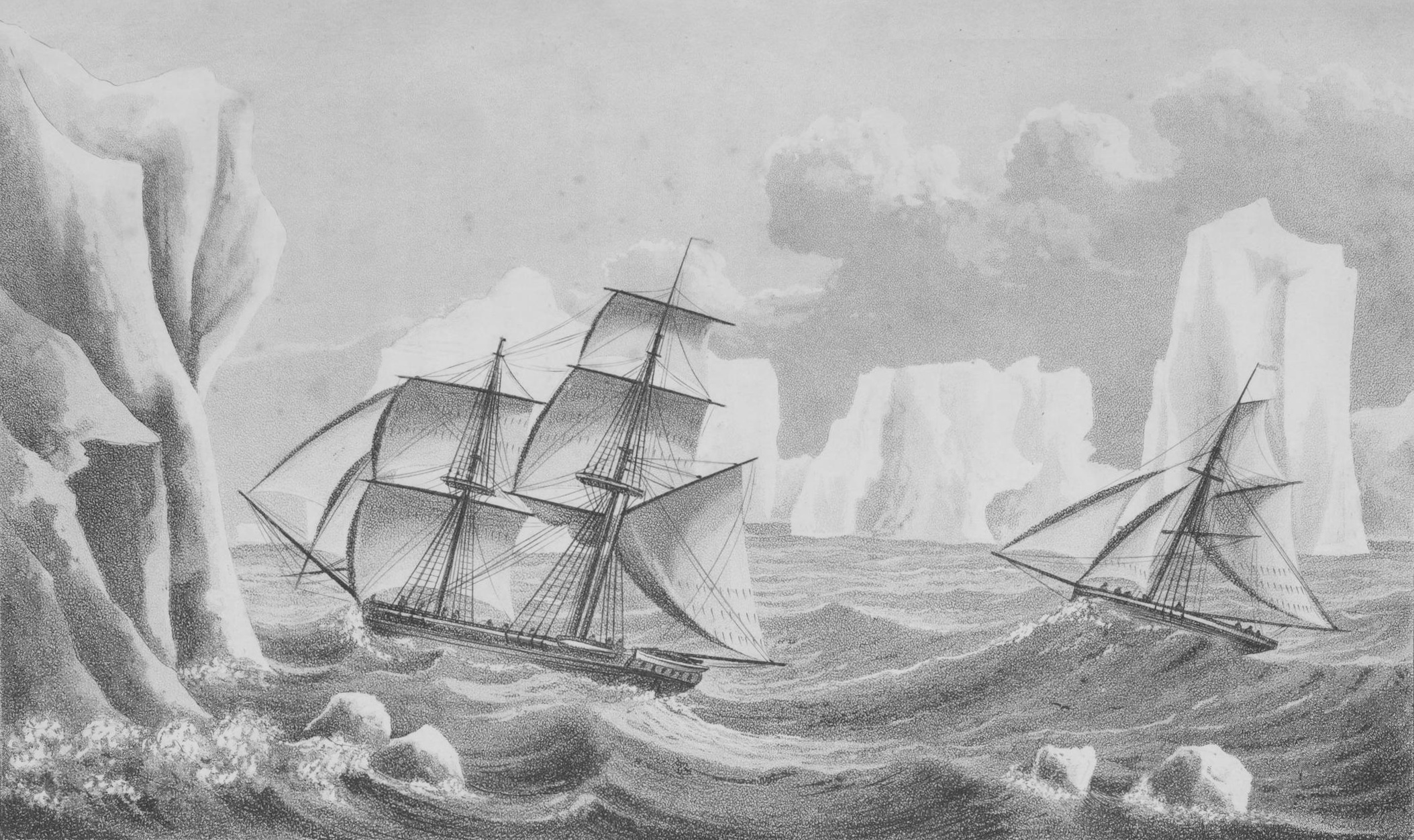
Jane і Beaufoy в морі Ведделла

13 вересня 1822 року Beaufoy (під командуванням Меттью Брисбена) і Jane покинули Англію і 12 січня 1823 року, після невеликої затримки, пов'язаної з ремонтом Jane біля берегів Патагонії, досягли Південних Оркнейських островів. На острові Седдл — крихітному острівці на північ від острова Лорі, Ведделл виявив новий, невідомий науці вид тюленів, покритих темними плямами, яких він назвав морськими леопардами, а пізніше вони отримали ім'я першовідкривача — Leptonychotes weddelli, тюлені Веделла.

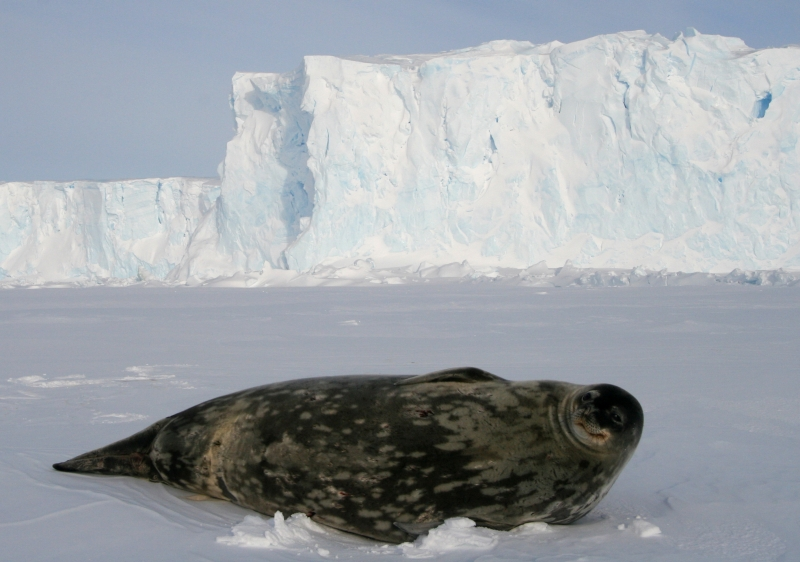
Тюлень Ведделла

Від Південних Оркнейських островів Ведделл взяв курс на південь, де нібито була помічена земля (яка виявилася айсбергами) і 27 січня досяг 64° 58' південної широти, звідки взяв курс на північ, сподіваючись знайти нові землі в ділянці між Південними Оркнейськими і Південними Сандвічевими островами. 4 лютого, коли стало зрозуміло, що землю, яка таки існує, варто шукати на півдні, Ведделл знову взяв курс на південь. Дотримуючись 30 меридіану західної довготи, 17 лютого Jane і Beaufoy досягли 74° 34' південної широти — крайній південній точки подорожі, майже на 3 градуси (180 морських миль) перевищивши досягнення Джеймса Кука в січні 1774 року (і не дійшовши всього 270 кілометрів до землі Котса і шельфового льодовика Фільхнера). Від цієї точки Ведделл вирішив повернутися назад — не дивлячись на те, що літо 1823 року видалося неймовірно теплим, і море було вільним від льоду, існувала реальна небезпека опинитися замкненим льодовиками, що формуються на півночі.
12 березня кораблі Ведделла благополучно досягли Південної Георгії, звідки відпливли 17 квітня і взяли курс на Фолклендські острови, там вони провели антарктичну зиму. Наступної весни і влітку Ведделл і Брисбен безуспішно намагалися полювати на тюленів в районі Південних Шетландських островів і Вогняної Землі, і під кінець повернулися в Англію влітку 1824 року.

### Наступні роки життя
У 1825 році Ведделл опублікував свій звіт про подорож «Подорож до південного полюса, здійснена в 1822—1824 роках. Містить дослідження антарктичного моря до сімдесят четвертого градуса південної широти і опис Вогненної Землі»(англ. A Voyage Towards the South Pole Performed in the Years 1822—1824; Containing an Examination of the Antarctic Sea to the Seventy-Fourth Degree of Latitude: and a Visit to Tierra del Fuego) (друге видання вийшло в 1827 році), в якому він виклав свої міркування з питань навігації в полярних водах, відомості про дику природу (зокрема, опис острова Південна Георгія) і пропозиції з питань збереження популяції тюленів в інтересах майбутнього звіробійного промислу. Його звіт отримав визнання і 5 лютого 1827 року Ведделла обрали членом Королівського товариства Единбурга.
Після подорожей в Антарктику Ведделл продовжив роботу в якості капітана Jane, але не займався звіробійним промислом. У 1829 році Jane зазнала аварії біля Азорських островів і була визнана непридатною для подальшої експлуатації, цей випадок серйозно позначився на фінансовому становищі Ведделла (він був співвласником судна). До 1832 року він ще деякий час плавав на судні Eliza, після чого залишив флот і залишився в Лондоні, де зняв квартиру на Норфолк-стріт.
Джеймс Ведделл помер у Лондоні в злиднях 9 вересня 1834 року у сорокасемирічному віці й був похований на кладовищі у церкві Сант-Клемент Дейнс.